# Fiat 2000
El Fiat 2000 fue un proyecto de tanque pesado italiano diseñado y construido durante la Primera Guerra Mundial.

## Historia
Durante la Primera Guerra Mundial, Italia no desplegó ninguna unidad blindada, debido a su falta de tanques. La única solución fue iniciar la producción de diseños propios.
La orden para diseñar y producir los primeros tanques italianos fue aceptada por la compañía automotriz Fiat S.p.A en octubre de 1916. El diseño de Fiat, de la mano de Carlo Cavalli (director técnico de Fiat) y Giulio Cesare Cappa (anteriormente diseñador de la firma de automóviles Aquila)  finalmente estuvo listo en enero de 1917 y, este primer prototipo fue mostrado a una comisión militar el 21 de junio de 1917; sus sistemas mecánicos estaban listos, pero su superestructura fue añadida más tarde, por lo que el prototipo llevaba montada una maqueta de madera con una torreta cónica abierta y un cañón simulado. La configuración final de la superestructura no estuvo lista hasta 1918.

## Descripción
El Fiat 2000 era un gran vehículo, de dimensiones comparables a las de los Mark V británicos, pero con un peso de 40 toneladas respecto a las 28 del Mark V.
El conductor iba sentado al frente, con una muy buena visión gracias a una gran portilla frontal y pequeños visores laterales.
La distribución del Fiat 2000 se distinguía de la de otros tanques en servicio en aquel entonces, especialmente los británicos. El motor estaba separado de la tripulación; no situado detrás de un tabique cortafuegos como en los tanques modernos, sino debajo de esta. La parte mecánica también era interesante e innovadora, compuesta por un motor Fiat Aviazione A.12 de 6 cilindros enfriado por agua y 240 cv, impulsando las orugas mediante una transmisión transversal. Su capacidad de combustible era de 600-1000 l, pero su autonomía era de apenas 75 km sobre carretera.
Las orugas eran más largas que el casco, pero estaban situadas más abajo en comparación a las de tipo envolvente de los tanques "romboidales" británicos, reduciendo así su peso.
Su blindaje estaba bien diseñado, siendo hecho de planchas de acero remachadas. Tenía un espesor de 15 mm a los lados y 20 mm al frente.
Su armamento original consistía del cañón montado en la torreta y diez ametralladoras (tres a cada lado y cuatro al frente), pero esto dejaba desprotegida la parte posterior del tanque y solía contaminar el interior con el humo de la pólvora, por lo que se decidió instalar un ventilador en el techo y alterar las posiciones de las ametralladoras, con dos a los lados, tres atrás y dos al frente.
Quizás la característica más interesante del armamento del Fiat 2000 era la torreta; además del Renault FT-17, este fue el primer tanque en tener una torreta giratoria montada sobre el casco. La torreta estaba hecha de cuatro planchas remachadas y tenía suficiente espacio para dos tripulantes. Su armamento era un cañón de 65/17 (de calibre 65 mm y caña de 17 calibres de largo). Gracias a la alta torreta y al espacio disponible debajo de esta, la elevación del cañón era de -10/+75°.

## Servicio
El Fiat 2000 fue frecuentemente llamado "el tanque más pesado de la Primera Guerra Mundial", pero esto no es preciso ya que nunca combatió en la Primera Guerra Mundial. Además, el modesto pedido de 50 unidades nunca fue completado y los únicos Fiat 2000 producidos fueron dos prototipos.
Después de la guerra, el Fiat 2000 fue expuesto como una de las armas empleadas "para derrotar al enemigo" y al menos uno (algunas fuentes afirman que ambos)  fueron enviados a principios de la década de 1920 a Libia para combatir a las guerrillas, junto a otros tanques comprados a Francia, en una unidad especial llamada 1ª Batteria autonoma carri d'assalto (1ª Batería autónoma de tanques de asalto).
En Libia, el único relato conocido de su uso en combate proviene de 'Le Forze Armate', que indica que ambos vehículos fueron enviados como parte de una fuerza blindada para reconquistar Giarabub, un oasis estratégico a unos 240 km al sur del puerto de Bardia. Se dice que un vehículo se averió en Porto Bardia y el otro a cierta distancia de la acción, dejando que la batalla real se llevara a cabo solo con el Fiat 3000 y una variedad de vehículos blindados y camiones. Otras fuentes no están de acuerdo en afirmar que solo uno de los tanques fue a Libia. El coronel Pederzini afirma que uno de los Fiat 2000 se desmanteló en Benghazi antes de 1935 por razones no declaradas, por lo que si es cierto, probablemente se deba a la falta de piezas de repuesto. No se sabe si vieron alguna acción en otro lugar de Libia en aquel momento, pero el difunto dictador libio, Coronel Muamar Gadafi, ordenó una emisión de sellos con unos motivos un tanto fantasiosos.[cita requerida] En un inventario del Ejército realizado entre 1925 y 1926, solo aparecía un Fiat 2000, por lo que ciertamente a esa fecha un vehículo había sido dado de baja o desguazado. La última fotografía conocida del N.º 1 está fechada en marzo de 1924. Como el único vehículo que aparece en las fotografías después de 1926 es el vehículo N.º 2, parece que el N.º 1 fue desechado. La evidencia fotográfica puede mostrar definitivamente que el vehículo número 2 estaba en Italia después, aunque le dio credibilidad a la teoría de que ambos tanques fueron enviados. Fue enviado a Italia en la primavera de 1919, donde hizo una demostración ante el Rey en Roma. El tanque tuvo un desempeño convincente: trepó un muro de 1,1 m, luego derribó un muro de 3,5 m con su propio peso. Cruzó con éxito una trinchera de 3 m de ancho y derribó varios árboles. Esta impresionante demostración no logró reavivar el interés en el tanque pesado, por lo que fue abandonado.
El Fiat 2000 sobreviviente en Roma fue almacenado en un depósito durante varios años, hasta que fue enviado a las órdenes del Coronel Maltese al Forte Tiburtino, casi incendiándose durante el trayecto. En 1934 se le vio de nuevo en un desfile en Campo Dux, repintado y rearmado con dos cañones de 37/40 en lugar de las ametralladoras frontales. Más tarde se conoce su empleo como un monumento en Boloña, tras lo cual se pierde su rastro al igual que el Fiat 2000 de Trípoli.